# Slime
Slime (стилизовано как SLIME) — дебютный микстейп российского рэп-исполнителя Face, выпущенный 1 февраля 2019 года. Релиз был анонсирован 13 октября 2018 года, спустя месяц после альбома «Пути неисповедимы». В январе Face уточнил дату выхода альбома — 3 февраля, а также опубликовал клипы на песни «Woof» и «Мой калашников». Slime ознаменовал собой возвращение к «жизнерадостной эстетике» и «дерзкому трэпу» с ранних релизов исполнителя. Хип-хоп-портал The Flow поместил альбом на 6 строчку «50 лучших альбомов 2019», а песню «Мой калашников» на 28 строчку списка «50 лучших песен 2019».

## История
12 октября 2018 года Face сообщил, что альбом находится на стадии написания и записи.
24 ноября рэпер в своих соц-сетях написал: «Запись проекта окончена. Проект находится на стадии доработки и сведения».
20 января 2019 года состоялся выход двух композиций: «Soutside Baby» и «Woof». Песня «Woof» получила экранизацию и позже вошла в микстейп музыканта. Вместе с тем Дрёмин назвал дату выхода Slime: 3 февраля.
28 января Дрёмин выпустил трек и видеоклип «Мой калашников».
1 февраля, не дожидаясь объявленной ранее даты, рэпер представил дебютный, сольный микстейп Slime.

## Реакция
- Журнал Афиша.Daily поместил альбом на 1 строчку в списке 20 Лучших альбомов 2019 года, в категории «Россия и соседи»[22].
- Музыкальный портал The Flow расположил альбом на 6 место в списке 50 лучших отечественных альбомов 2019[23].
- Хип-хоп портал Rap.Ru расположил Slime на 7 строчку в списке 22 лучших альбомов 2019 года[24].
- Редакция ТНТ Music назвала микстейп «самым крепким, бодрым и выдержанный рэп-альбомом России 2019-го», поместив на 13 строчку в списке 25 главных альбомов 2019[25].
- Сайт о новостях культуры The City от телеканала «Москва 24», поместил альбом на 13 позицию в списке 16 лучших в 2019[26].

## Список композиций
| №  | Название            | Длительность |
| -- | ------------------- | ------------ |
| 1. | «Подруга подруг»    | 2:44         |
| 2. | «Рыть»              | 2:21         |
| 3. | «Paws»              | 2:20         |
| 4. | «Спасательный круг» | 2:33         |
| 5. | «Мой калашников»    | 2:28         |
| 6. | «Она хочет меня»    | 3:03         |
| 7. | «Это Face»          | 3:23         |
| 8. | «Woof»              | 2:33         |
| 9. | «Slime»             | 3:33         |

## Чарты
| Чарты (2019)         | Высшая позиция |
| -------------------- | -------------- |
| Россия (ВКонтакте)   | 1              |
| Россия (Apple Music) | 2              |

| Чарты (2019)            | Песня             | Высшая позиция |
| ----------------------- | ----------------- | -------------- |
| Россия (YouTube Music)  | Мой калашников    | 1              |
| Россия (Apple Music)    | Мой калашников    | 2              |
| Россия (ВКонтакте)      | Мой калашников    | 3              |
| Россия (Zvooq.online)   | Мой калашников    | 5              |
| Россия (Deezer)         | Мой калашников    | 8              |
| Украина (YouTube Music) | Мой калашников    | 10             |
| Россия (YouTube Music)  | Спасательный круг | 5              |
| Россия (ВКонтакте)      | Спасательный круг | 8              |
| Украина (YouTube Music) | Спасательный круг | 15             |
| Латвия (Spotify)        | Спасательный круг | 95             |
| Россия (ВКонтакте)      | Подруга подруг    | 28             |